# Roestkruingors
De roestkruingors (Aimophila ruficeps) is een vogel uit de familie Emberizidae.

## Verspreiding en leefgebied
Deze soort komt met name voor in het zuidwesten van de Verenigde Staten en een groot deel van het binnenland van Mexico en telt zeventien ondersoorten:
- A. r. ruficeps: centraal Californië.
- A. r. canescens: zuidwestelijk Californië en noordelijk Baja California.
- A. r. obscura: eilanden nabij zuidwestelijk Californië.
- A. r. sanctorum: Todoa Santos.
- A. r. sororia: zuidelijk Baja California.
- A. r. scottii: noordelijk en oostelijk Arizona en zuidwestelijk New Mexico, noordwestelijk Mexico.
- A. r. eremoeca: van Colorado tot Kansas en zuidwaarts tot het noordelijke deel van Centraal-Mexico.
- A. r. simulans: van noordwestelijk tot westelijk Mexico.
- A. r. pallidissima: noordoostelijk Mexico.
- A. r. phillipsi: zuidoostelijk Sinaloa.
- A. r. boucardi: van zuidelijk San Luis Potosí tot Guanajuato en van Querétaro de Arteaga tot zuidelijk Michoacán de Ocampo, Hidalgo, Tlaxcala, noordwestelijk en centraal Veracruz en noordelijk Puebla.
- A. r. suttoni: van oostelijk Nayarit tot noordelijk en westelijk Jalisco en zuidelijk Colima.
- A. r. laybournae: van Veracruz tot Oaxaca.
- A. r. duponti: Mexico-Stadgebied.
- A. r. fusca: van oostelijk Jalisco tot noordelijk Colima en noordelijk Michoacán de Ocampo.
- A. r. australis: centraal Oaxaca.
- A. r. extima: Guerrero en zuidelijk Puebla via zuidelijk Oaxaca.